# Rádio Clube de Sintra
A Rádio Clube de Sintra é uma rádio portuguesa, baseada no concelho de Sintra, na área da Grande Lisboa.

## Descrição e história
A emissora tem a sua sede na Serra de Sintra, sendo destinada principalmente à população no Distrito de Lisboa, com especial destaque para o concelho de Sintra. A sua grelha é composta por programas temáticos sobre cultura, saúde, ambiente e educação, entre outros campos, passando também música, principalmente de expressão portuguesa.
Foi fundada em 1986, e em 30 de Março de 1989 recebeu o alvará para o exercício da actividade de radiodifusão.
Em 18 de Dezembro de 1999, o jornal Público noticiou que a Rádio Clube de Sintra e a Rádio Clube de Cascais tinham organizado uma rede metropolitana de emissoras de rádio em Lisboa, seguindo o exemplo da Cadeia de Informação Regional, que tinha sido implementado com sucesso nos distritos de Bragança e Vila Real. Esta parceria consistia na emissão de um noticiário alargado produzido em conjunto, sendo as receitas da publicidade divididas pelas duas rádios. Desta forma, ambas as emissoras poderiam alcançar um público muito mais alargado, uma vez que as notícias e os correspondentes blocos publicitários abrangiam ambos os concelhos de Sintra e Cascais. Segundo Virgílio Machado, da Rádio Clube de Sintra, este protocolo «só traz vantagens, desde logo ao nível da rentabilidade de meios. Com a mesma redacção, consegue-se acompanhar uma maior área. Estamos em Cascais e eles estão em Sintra, sem nos deslocarmos. A influência de ambas as rádios cresce, bem como a apetência de fidelização da audiência. Estamos mais seguros em relação ao que se passa em Cascais e podemo-nos concentrar na informação regional e investir mais em grandes reportagens aqui mesmo em Sintra».
Até Março de 2002 foi gerida por Lino Paulo deputado municipal e antigo vereador de Sintra, eleito pela Coligação Democrática Unitária. Em 15 de Janeiro de 2003, o jornal Público reportou que os trabalhadores da emissora não recebiam ordenados desde Outubro, tendo um dos funcionários afirmado à Agência Lusa que «estão em atraso parte dos ordenados de Outubro, Novembro e Dezembro e ainda os subsídios de Natal e de turno», tendo estimado as dívidas totais da empresa em cerca de 65 mil euros. A fonte classificou a situação como «insustentável», acrescentando que «apesar de as promessas se arrastarem desde o Verão, não vemos solução para o problema». Porém, os atrasos no pagamento dos salários terão começado ainda em Julho, tendo a administração justificado esta situação com «a quebra do mercado publicitário». O administrador, Pedro Paulo, confirmou as dificuldades financeiras da emissora, mas afirmou que a situação poderia «melhorar em breve», uma vez que estava «prestes a assinar um protocolo com uma entidade», e criticou a forma como os trabalhadores tinham revelado os problemas, afirmando que «os trabalhadores não percebem que quanto mais se divulgar a situação difícil que vivemos mais difícil será. Até pode acontecer que este negócio que estamos a ultimar já não venha a ser possível». Naquela época a Rádio Clube de Sintra era propriedade da Cooperativa Veredas, que também possuía o Jornal de Sintra.